# City Lights
City Lights és una pel·lícula estatunidenca dirigida l'any 1931 per Charles Chaplin. És la primera en què Chaplin introdueix el so utilitzat únicament per la música i els efectes sonors. Al principi de la història se sent un discurs inintel·ligible amb el qual satiritza la inauguració d'un monument. També hi ha la banda musical, que inclou el tema La violetera, del mestre José Padilla.

## Argument
Charlot, el personatge interpretat per Chaplin, és un pobre rodamón sense llar que coneix i s'enamora d'una florista cega. Poc després evita el suïcidi d'un milionari borratxo, que li fa promeses d'amistat eterna. No obstant això, quan està sobri, el milionari el rebutja. Inicia un enamorament amb la florista, que el pren per un milionari. Després de provar sort en treballs ocasionals per ajudar-la -entre ells, una competició de boxa-, obté mil dòlars del seu amic milionari, el qual els regala generosament quan es troba embriac, però després nega coneixe'l i fa que el persegueixi la policia. Charlot dona els diners a la florista, que aconsegueix així evitar ser desnonada i sotmetre's a una operació que li retorna la vista. El protagonista, en canvi, és capturat per la policia, acusat del robatori dels mil dòlars, i passa una llarga temporada a la presó. Quan en surt torna a trobar-se amb la florista, que ara regenta una floristeria i viu amb l'esperança de retrobar al seu suposat milionari. La pel·lícula acaba amb l'escena on la florista reconeix el seu benefactor quan li toca les mans.

## Repartiment
- Charlie Chaplin: The Tramp
- Virginia Cherrill: noia cega
- Florence Lee: àvia de la noia cega
- Harry Myers: milionari excèntric
- Al Ernest Garcia: James
- Jean Harlow (extra, no surt als crèdits)